# Dasypogon nigripennis
Dasypogon nigripennis là một loài ruồi trong họ Asilidae. Dasypogon nigripennis được Macquart miêu tả năm 1848. Loài này phân bố ở miền Australasia.